# Ладисполи
Ладисполи (итал. Ladispoli) град је у средишњој Италији. Ладисполи је важан град округа Рим у оквиру италијанске покрајине Лацио.
Град Ладисполи је познат као важно викенд одредиште Римљана, где они веома лако могу предахнути на мору на дан, два од велеградске буке и гужве.

## Природне одлике
Ладисполи налази се у средишњем делу Италије, свега 40 км западно од Рима, седишта покрајине и државе. Град се налази на Тиренском мору, док се у позадини пружа приморско побрђе Апенина.

## Становништво
Према резултатима пописа становништва 2011. у општини је живело 37.293 становника.
| 1931. | 1936. | 1951. | 1961. | 1971. | 1981.  | 1991.  | 2001.  | 2011.  |
| ----- | ----- | ----- | ----- | ----- | ------ | ------ | ------ | ------ |
| 1.330 | 1.452 | 2.296 | 4.055 | 7.252 | 12.319 | 19.319 | 29.968 | 37.293 |

Град Ладисполи данас има преко 40.000 становника, махом Италијана. Током протеклих деценија град је имао знатан раст становништва, као последицу ширења утицаја оближњег Рима и развој туристичких делатности повезаних са тим.

## Партнерски градови
- Беникарло
- Хојсенстам
- Saint-Savin
- Леба
- Кастровил
- Тетевен
- Мале